# Saison 2008-2009 de la LCHF
Saison précédente Saison suivante
La saison 2008-2009 est la deuxième saison de la Ligue canadienne de hockey féminin (LCHF). La saison régulière voit six équipes jouer 30 parties. Premier de la saison régulière, les Stars de Montréal remportent la première finale de la Coupe Clarkson en dominant 3-1 les Whitecaps du Minnesota de la Ligue féminine de hockey de l'Ouest (WWHL).

## Saison régulière
| Clt   | Équipe                   | PJ | V  | D  | DP | DF | BP  | BC  | Diff | Pts |
| ----- | ------------------------ | -- | -- | -- | -- | -- | --- | --- | ---- | --- |
| +001, | Stars de Montréal        | 30 | 25 | 4  | 0  | 1  | 135 | 66  | +69  | 51  |
| +002, | Thunder de Brampton      | 30 | 22 | 7  | 0  | 1  | 136 | 65  | +71  | 45  |
| +003, | Chiefs de Mississauga    | 30 | 19 | 9  | 1  | 1  | 101 | 69  | +22  | 40  |
| +004, | Barracudas de Burlington | 30 | 11 | 16 | 1  | 2  | 82  | 99  | -17  | 25  |
| +005, | Flames de Vaughan        | 30 | 9  | 19 | 0  | 2  | 82  | 127 | -45  | 20  |
| +006, | Senators d'Ottawa        | 30 | 4  | 26 | 0  | 0  | 57  | 167 | -110 | 8   |

- En gras : vainqueur de la saison régulière, qualifié pour le deuxième tour des séries
- En italique : qualifié pour le deuxième tour des séries
- qualifié pour le premier tour des séries

### Statistiques

#### Meilleurs pointeurs

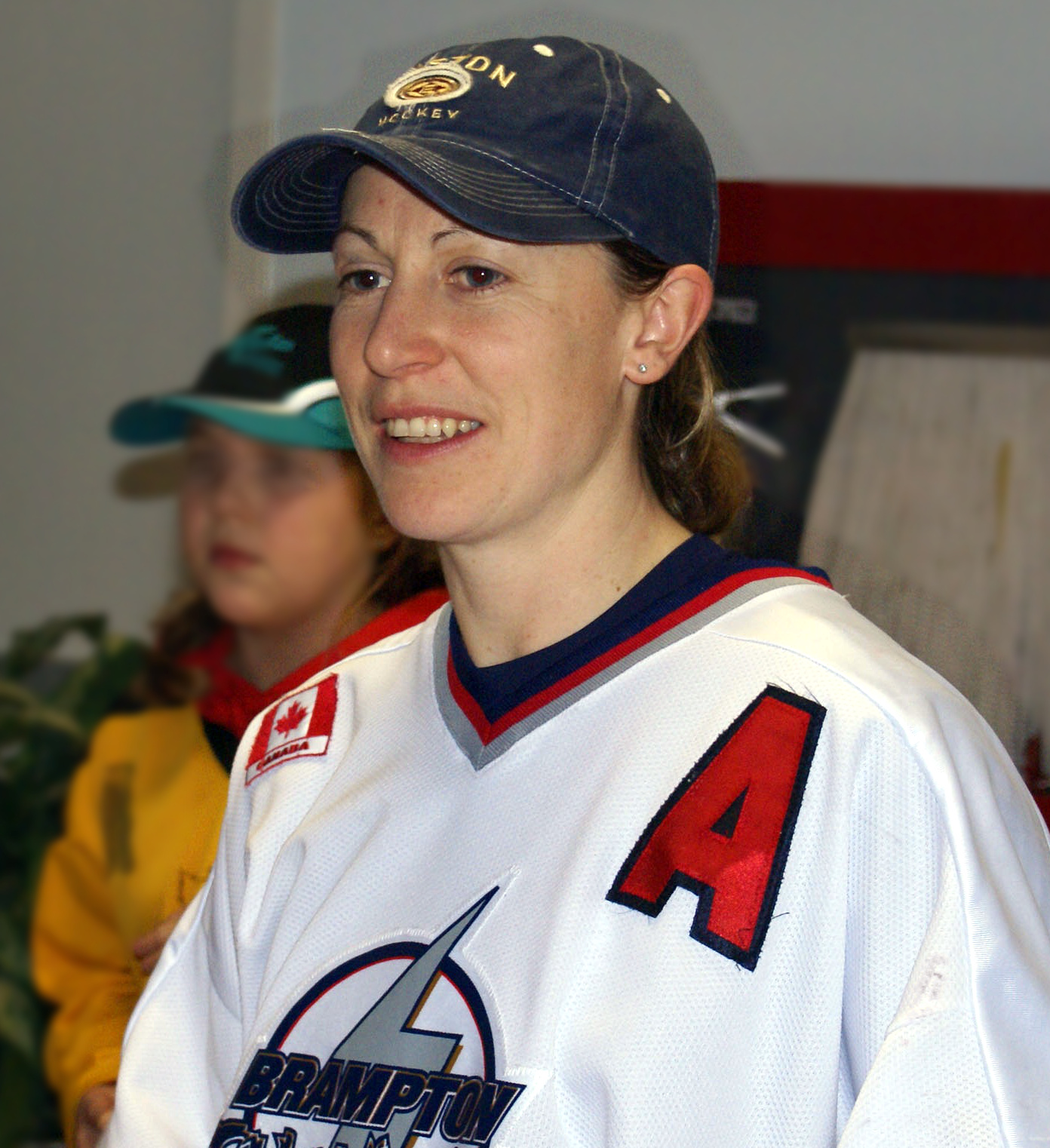
Jayna Hefford meilleure pointeuse de la saison régulière.

Auteure de 44 buts et un total de 69 points inscrits, Jayna Hefford, joueuse du Thunder de Brampton, finit meilleure buteuse et pointeuse de la saison régulière. Caroline Ouellette des Stars de Montréal termine quant à elle meilleure passeuse de la ligue avec 33 aides.
| Joueuse             | Équipe                   | PJ | B  | A  | Pts | Pun |
| ------------------- | ------------------------ | -- | -- | -- | --- | --- |
| Jayna Hefford       | Thunder de Brampton      | 28 | 44 | 25 | 69  | 36  |
| Caroline Ouellette  | Stars de Montréal        | 24 | 26 | 33 | 59  | 6   |
| Jennifer Botterill  | Chiefs de Mississauga    | 28 | 25 | 30 | 55  | 30  |
| Noémie Marin        | Stars de Montréal        | 26 | 23 | 26 | 49  | 12  |
| Sabrina Harbec      | Stars de Montréal        | 27 | 20 | 26 | 46  | 20  |
| Lara Perks (en)     | Chiefs de Mississauga    | 27 | 20 | 23 | 43  | 30  |
| Sommer West (en)    | Chiefs de Mississauga    | 27 | 16 | 22 | 38  | 34  |
| Jana Harrigan (en)  | Barracudas de Burlington | 28 | 18 | 19 | 37  | 26  |
| Lori Dupuis         | Thunder de Brampton      | 28 | 13 | 24 | 37  | 44  |
| Kathleen Kauth (en) | Thunder de Brampton      | 28 | 9  | 22 | 31  | 20  |

#### Meilleures gardiennes
| Gardienne         | Équipe(s)             | PJ | V  | D | Min   | Moy  | Bl |
| ----------------- | --------------------- | -- | -- | - | ----- | ---- | -- |
| Laura Hosier (en) | Thunder de Brampton   | 19 | 13 | 5 | 1 143 | 1,99 | 1  |
| Kim St-Pierre     | Stars de Montréal     | 20 | 16 | 4 | 1 166 | 2,01 | 5  |
| Mandy Cronin (en) | Thunder de Brampton   | 11 | 8  | 3 |       | 2,13 | 2  |
| Sami Jo Small     | Chiefs de Mississauga | 22 | 13 | 9 | 1 332 | 2,25 | 4  |

## Séries éliminatoires

### Tableau
|  | Premier tour | Premier tour | Premier tour | Premier tour |   |       | Deuxième tour | Deuxième tour | Deuxième tour | Deuxième tour |
|  |              |              |              |              |   |       |               |               |               |               |
|  |              |              |              |              |   |       |               |               |               |               |
|  |              |              |              |              |   |       |               |               |               |               |
|  |              |              |              |              |   |       |               |               |               |               |
|  |              |              |              |              |   |       |               |               |               |               |
|  | 1            | Montréal     | 6            | 1 (1 ap)     |   |       |               |               |               |               |
|  | 1            | Montréal     | 6            | 1 (1 ap)     |   |       |               |               |               |               |
|  |              |              | 4            | Burlington   | 1 | 3 (0) |               |               |               |               |
|  | 4            | Burlington   | 4            | Burlington   | 1 | 3 (0) | 2             | 2 (1 ap)      |               |               |
|  | 4            | Burlington   |              |              |   |       |               | 2 (1 ap)      |               |               |
|  | 5            | Vaughan      | 2            | 2 (0)        |   |       |               |               |               |               |
|  | 5            | Vaughan      | 2            | 2 (0)        |   |       |               |               |               |               |

|  |   |             |   |             |   |       |  |  |  |  |
|  |   |             |   |             |   |       |  |  |  |  |
|  |   |             |   |             |   |       |  |  |  |  |
|  |   |             |   |             |   |       |  |  |  |  |
|  |   |             |   |             |   |       |  |  |  |  |
|  | 2 | Brampton    | 4 | 1 (1 ap)    |   |       |  |  |  |  |
|  | 2 | Brampton    | 4 | 1 (1 ap)    |   |       |  |  |  |  |
|  |   |             | 3 | Mississauga | 2 | 4 (0) |  |  |  |  |
|  | 3 | Mississauga | 3 | Mississauga | 2 | 4 (0) |  |  |  |  |
|  | 3 | Mississauga |   |             |   |       |  |  |  |  |
|  | 6 | Ottawa      |   |             |   |       |  |  |  |  |
|  | 6 | Ottawa      |   |             |   |       |  |  |  |  |

## Récompenses

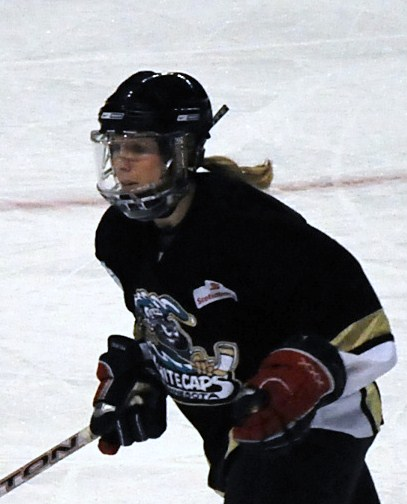
Jenny Potter des Whitecaps, désignée meilleure joueuse du tournoi.

### Trophées
| Trophée                                             | Vainqueur                               |
| --------------------------------------------------- | --------------------------------------- |
| Trophée Angela James Meilleur pointeur de la saison | Jayna Hefford (Thunder de Brampton)     |
| Meilleur joueuse                                    | Caroline Ouellette (Stars de Montréal)  |
| Gardienne de l'année                                | Kim Saint-Pierre (Stars de Montréal)    |
| Défenseur de l'année                                | Becky Kellar (Barracudas de Burlington) |
| Attaquante de l'année                               | Jayna Hefford (Thunder de Brampton)     |
| Recrue de l'année                                   | Laura Hosier (Thunder de Brampton)      |

### Équipes d'étoiles
| Position         | Joueuse            | Équipe                         |
| ---------------- | ------------------ | ------------------------------ |
| Gardienne de but | Kim St-Pierre      | Stars de Montréal              |
| Défenseure       | Cheryl Pounder     | Chiefs de Mississauga          |
| Défenseure       | Becky Kellar       | Barracudas de Burlington       |
| Attaquante       | Jayna Hefford      | Canadettes Thunder de Brampton |
| Attaquante       | Caroline Ouellette | Stars de Montréal              |
| Attaquante       | Jennifer Botterill | Chiefs de Mississauga          |

| Position         | Joueuse          | Équipe                   |
| ---------------- | ---------------- | ------------------------ |
| Gardienne de but | Sami Jo Small    | Chiefs de Mississauga    |
| Défenseure       | Bobbi Jo Slusar  | Thunder de Brampton      |
| Défenseure       | Ashley Pendleton | Thunder de Brampton      |
| Attaquante       | Jana Harrigan    | Barracudas de Burlington |
| Attaquante       | Lara Perks       | Chiefs de Mississauga    |
| Attaquante       | Sabrina Harbec   | Stars de Montréal        |

| Position         | Joueuse         | Équipe                   |
| ---------------- | --------------- | ------------------------ |
| Gardienne de but | Laura Hosier    | Thunder de Brampton      |
| Défenseure       | Annie Guay      | Stars de Montréal        |
| Défenseure       | Shannon Moulson | Chiefs de Mississauga    |
| Attaquante       | Noémie Marin    | Stars de Montréal        |
| Attaquante       | Brooke Beazer   | Thunder de Brampton      |
| Attaquante       | Amanda Parkins  | Barracudas de Burlington |

## Coupe Clarkson
Le Championnat national féminin du Canada se déroule du 19 au 21 mars 2008 au K-Rock Centre de Kingston, dans la province de l'Ontario. Quatre équipes y prenne part, les Stars de Montréal et le Thunder de Brampton de la LCHF et les Whitecaps du Minnesota et l'Oval X-Treme de Calgary de la Ligue féminine de hockey de l'Ouest (WWHL). Afin de déterminer les têtes de série pour les demi-finales, les meilleures équipes de chaque ligue, les Stars et les Whitecaps, s'affrontent pour la première place tandis que Brampton et Calgary jouent pour la troisième,. 
Le vainqueur de la finale reçoit la Coupe Clarkson remise pour la première fois.

### Matchs de placement
| 19 mars 2009 | Minnesota | 4-3 (pr) (---, ---, 1-3, 1-0) | Montréal | K-Rock Centre, Kingston |

| Feuille de match | Feuille de match                                           | Feuille de match            | Feuille de match                                          | Feuille de match |
| ---------------- | ---------------------------------------------------------- | --------------------------- | --------------------------------------------------------- | ---------------- |
|                  | Winny Brodt Angela Ruggiero Brooke White - Jessica Koizumi | 1-0 2-0 3-0 3-1 3-2 3-3 4-3 | - Marie-Philip Poulin Caroline Ouellette Sabrina Harbec - |                  |
| Manon Rhéaume    | Gardiens                                                   | Kim St-Pierre               |                                                           |                  |
|                  |                                                            |                             |                                                           |                  |
|                  |                                                            |                             |                                                           |                  |

| 19 mars 2009 | Brampton | 4-3 (0-2, 1-1, 3-0) | Calgary | K-Rock Centre, Kingston |

| Feuille de match | Feuille de match                                     | Feuille de match            | Feuille de match                                 | Feuille de match |
| ---------------- | ---------------------------------------------------- | --------------------------- | ------------------------------------------------ | ---------------- |
|                  | - Nicole Ruta Gillian Apps Jayna Hefford Nicole Ruta | 0-1 0-2 0-3 1-3 2-3 3-3 4-3 | Gina Kingsbury Gina Kingsbury Karen McLaughlin - |                  |
| Laura Hosier     | Gardiens                                             | Kendall Newell              |                                                  |                  |
|                  |                                                      |                             |                                                  |                  |
|                  |                                                      |                             |                                                  |                  |

| Clt | Équipe                  |
| --- | ----------------------- |
| 1   | Whitecaps du Minnesota  |
| 2   | Stars de Montréal       |
| 3   | Thunder de Brampton     |
| 4   | Oval X-Treme de Calgary |

### Phase finale

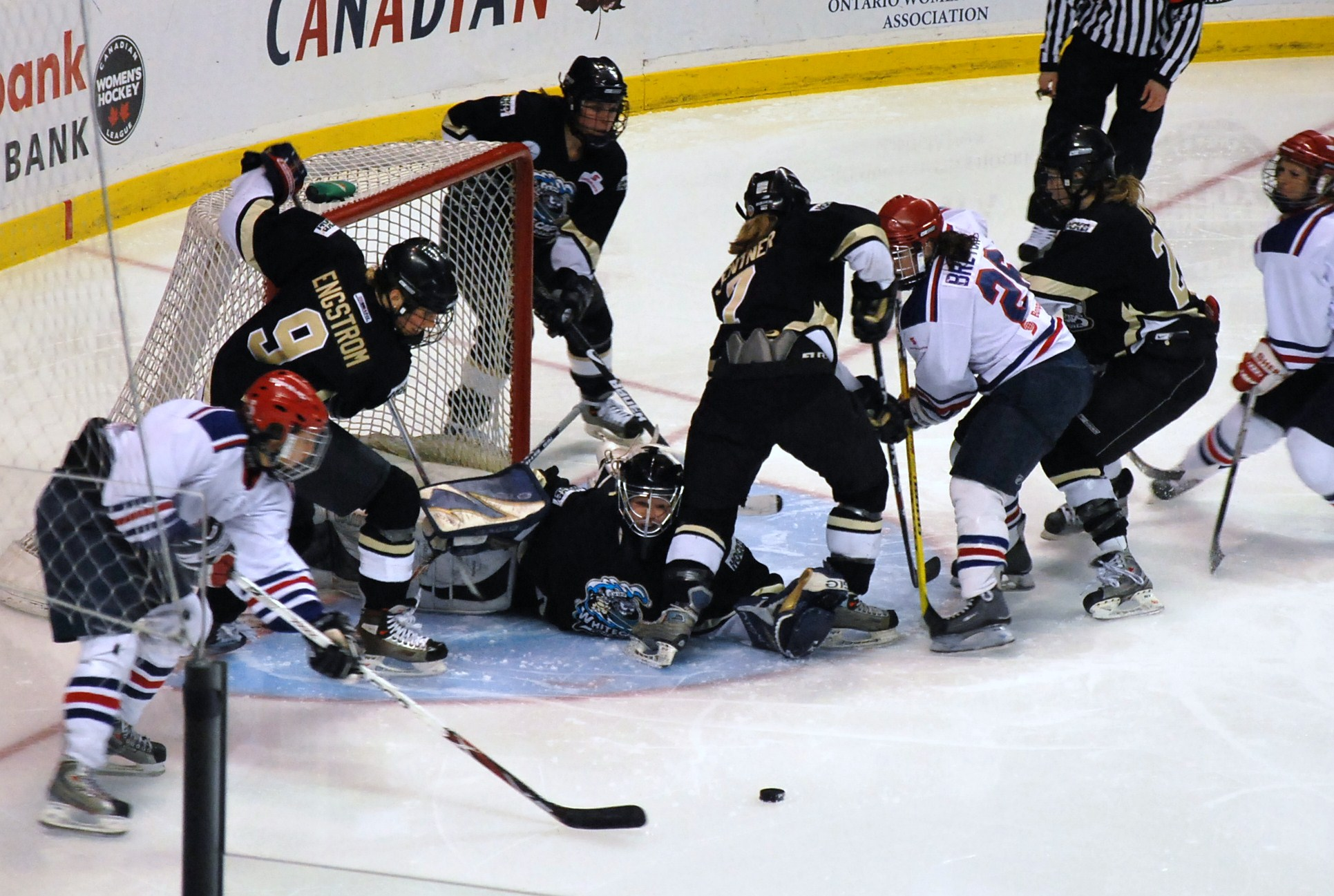
Action de jeu durant la finale de la Coupe Clarkson entre Montréal (en blanc) et Minnesota (en noir).

|  | Demi-finales | Demi-finales | Demi-finales | Demi-finales |   |           | Finale | Finale | Finale | Finale |
|  |              |              |              |              |   |           |        |        |        |        |
|  |              |              |              |              |   |           |        |        |        |        |
|  | 1            | Minnesota    | 2            | 2            |   |           |        |        |        |        |
|  | 1            | Minnesota    | 2            | 2            |   |           |        |        |        |        |
|  | 4            | Calgary      | 1            | 1            |   |           |        |        |        |        |
|  | 4            | Calgary      | 1            | 1            | 1 | Minnesota | 1      | 1      |        |        |
|  |              |              |              |              | 1 | Minnesota | 1      | 1      |        |        |
|  |              |              | 2            | Montréal     | 3 | 3         |        |        |        |        |
|  | 2            | Montréal     | 2            | Montréal     | 3 | 3         | 4      | 4      |        |        |
|  | 2            | Montréal     |              |              |   |           |        | 4      |        |        |
|  | 3            | Brampton     | 1            | 1            |   |           |        |        |        |        |
|  | 3            | Brampton     | 1            | 1            |   |           |        |        |        |        |

### Finale
| 21 mars 2009 | Minnesota | 1-3 (0-0, 1-2, 0-1) | Montréal | K-Rock Centre, Kingston |

| Feuille de match | Feuille de match      | Feuille de match | Feuille de match                                       | Feuille de match |
| ---------------- | --------------------- | ---------------- | ------------------------------------------------------ | ---------------- |
|                  | - Ruggiero (Potter) - | 0-1 1-1 1-2 1-3  | Denis (Harbec) - Harbec (Ouellette) Ouellette (Poulin) |                  |
| Sanya Sandahl    | Gardiens              | Kim St-Pierre    |                                                        |                  |
|                  |                       |                  |                                                        |                  |
|                  |                       |                  |                                                        |                  |

### Récompenses
| Trophée              | Vainqueur                                     |
| -------------------- | --------------------------------------------- |
| Meilleur joueuse     | Jenny Potter (Whitecaps du Minnesota)         |
| Meilleure gardienne  | Kim Saint-Pierre (Stars de Montréal)          |
| Meilleure défenseure | Caitlin Cahow (Whitecaps du Minnesota)        |
| Meilleure attaquante | Caroline Ouellette (Stars de Montréal)        |
| Rôle modèle          | Julie Chu (Whitecaps du Minnesota)            |
| Meilleure pointeuse  | Caroline Ouellette (Stars de Montréal), 7 pts |

## Effectif champion
L'effectif des Stars déclaré champion de la Coupe Clarkson est le suivant :
- Gardiennes de but : Catherine Herron, Jenny Lavigne, Kim St-Pierre
- Défenseures : Tawnya Danis, Nathalie Déry, Josée-Ann Deschênes, Annie Guay, Laurie-Anne Ménard, Gillian Merrifield
- Attaquantes : Stéphanie Bourbeau, Lisa-Marie Breton, Shauna Denis, Sabrina Harbec, Noémie Marin, Caroline Ouellette, Marie-Philip Poulin, Brittany Privée, Mélissa Roy, Kelly Sudia
- Entraîneur : Marie-Claude Roy